# Barylypa scelerosa
Barylypa scelerosa är en stekelart som först beskrevs av Cresson 1874.  Barylypa scelerosa ingår i släktet Barylypa och familjen brokparasitsteklar. Inga underarter finns listade.